# Dere cassiae
Dere cassiae är en skalbaggsart som beskrevs av Gardner 1939. Dere cassiae ingår i släktet Dere och familjen långhorningar.
Artens utbredningsområde är Burma. Inga underarter finns listade i Catalogue of Life.